# エムポックスウイルス
エムポックスウイルス（mpox virus）またはサル痘ウイルス（サルとうウイルス、英: monkeypox virus、略称: MPV、MPXV、hMPXV）は、ヒトやその他の哺乳類においてエムポックスの原因となる二本鎖DNAウイルスである。
オルソポックスウイルス属に属する人獣共通ウイルスであり、天然痘ウイルス（VARV）、牛痘ウイルス（CPXV）、ワクシニアウイルス（VACV）と近縁である。リポタンパク質からなる外膜を持つ楕円体型の形状のウイルスで、ゲノムは約190 kbである。
天然痘ウイルスとエムポックスウイルスはどちらもオルソポックスウイルス属のウイルスであり、天然痘ワクチンはエムポックスウイルスの感染前3–5年以内に接種していた場合に有効である。エムポックスの臨床症状は天然痘と類似しているが、発疹はより軽度であり、致死率もより低い。ウイルスは動物とヒトの間で伝播し、病変部位や体液への直接接触によって伝染する。Monkeypox virusという名称はサルから単離されたことに由来するが、このウイルスの保有宿主の大部分は齧歯類である。
エムポックスウイルスの中央アフリカ分離株ではビルレンスの変化が観察されており、西アフリカ分離株よりもビルレンスが高い。この2つの地域ではウイルスの系統群（クレード）が異なり、前者はクレードI（以前はコンゴ盆地系統群（中央アフリカ系統群）と呼ばれていた）、後者はクレードII（西アフリカ系統群）と命名されている。エムポックスウイルスの自然宿主となる生物は多く存在するが、ウイルスの正確な保有宿主や自然界でどのように流行しているのかについては、さらなる研究が必要とされている。
エムポックスウイルスの流行は過去数十年間にわたって世界中で続いているが、このウイルスに関する研究は他のウイルスと比較してわずかである。エムポックスウイルスに関して知られていることは、関連した他のウイルス、特に他のオルソポックスウイルスに関する研究から得られた情報をつなぎ合わせたものが大部分である。

## ウイルス学

### 分類
エムポックスウイルスはポックスウイルス科オルソポックスウイルス属に属するウイルスであり、エムポックスはWHOによるエピデミックまたはパンデミックとなる可能性のある疾患のリストに掲載されている。エムポックスウイルスには2つの主要なクレードが存在し、1つはコンゴ盆地由来のもの（クレードI）、もう1つは西アフリカ地域のもの（クレードII）である。クレードIはビルレンスと致死率がより高く、基本再生産数は0.6から1である。
エムポックスウイルスはコーディング領域全体としては天然痘ウイルスと96.3%同一であるが、ビルレンスや宿主範囲に関する因子をコードするゲノム領域は大きく異なっている。系統学的解析によると、エムポックスウイルスは天然痘ウイルスの直接の子孫ではないことが判明している。

### 構造とゲノム
エムポックスウイルスは他のポックスウイルスと同様、リポタンパク質からなる外膜を持ち、楕円体型の形状をしている。外膜はウイルスの酵素、DNA、転写因子を保護している。典型的なDNAウイルスは真核細胞の核内で自身のゲノムからの発現と複製を行い、宿主細胞の装置に高度に依存しているが、エムポックスウイルスは大部分を自身のゲノムにコードされているタンパク質に依存しており、細胞質での複製が可能である。
エムポックスウイルスのDNAゲノムは約197 kbで、190個の重複のないオープンリーディングフレーム（ORF）が含まれる。線状の二本鎖DNAゲノムを持つが、末端は共有結合で閉じたヘアピン型をしており、5'末端と3'末端は遊離していない。他のポックスウイルスと同様、エムポックスウイルスは大きな楕円体型のエンベロープを持つ。各ビリオン内にはコアが存在し、ゲノムの他にウイルスの脱殻と複製に必要な酵素が含まれている。ゲノムの中心部にはウイルスの転写や組み立てなどの重要な機能に関与する遺伝子がコードされ、周縁部にはスパイクタンパク質などウイルス-宿主間相互作用と関係が深い遺伝子がコードされている。エムポックスウイルスのコーディング領域は保存性が高いが、各末端の逆向き反復配列は多様性が高い。

下の図に示すように、エムポックスウイルスは他のウイルスと比較して大きい。そのため、ギャップジャンクションの通過など、宿主の防御機構の突破が困難なものとなる。さらに、サイズの大きさは迅速な複製による免疫応答の回避も困難にしている。宿主の免疫系を回避して複製のための時間を稼ぐため、エムポックスウイルスなどのオルソポックスウイルスは細胞内外の調節タンパク質をコードして宿主の免疫細胞を回避するような進化を行っている。

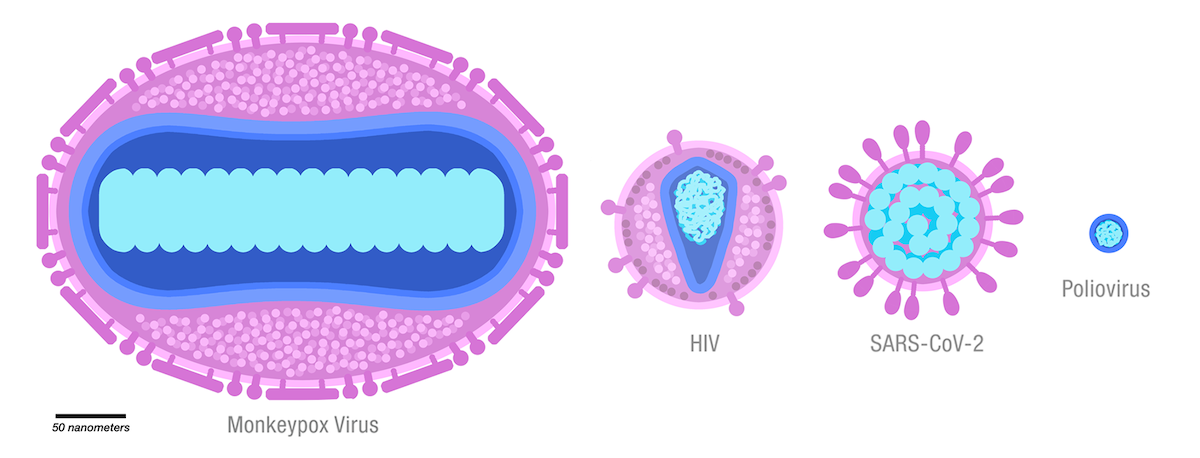
HIV、SARS-CoV-2、ポリオウイルスと比較したエムポックスウイルスのサイズと構造。膜と膜結合タンパク質が紫、カプシドが青、ゲノムと核様体結合タンパク質が水色で示されている。

エムポックスウイルスには、宿主細胞への進入を促進する表面タンパク質が複数存在する。宿主細胞との融合には11–12回膜貫通タンパク質を利用する。このタンパク質は細胞表面のグリコサミノグリカンもしくはラミニンへの結合を行っている可能性が高い。  

DNAウイルスであるため再生産数は比較的低く、SARS-CoV-2などのRNAウイルスと比較して変異は起こりにくい。  

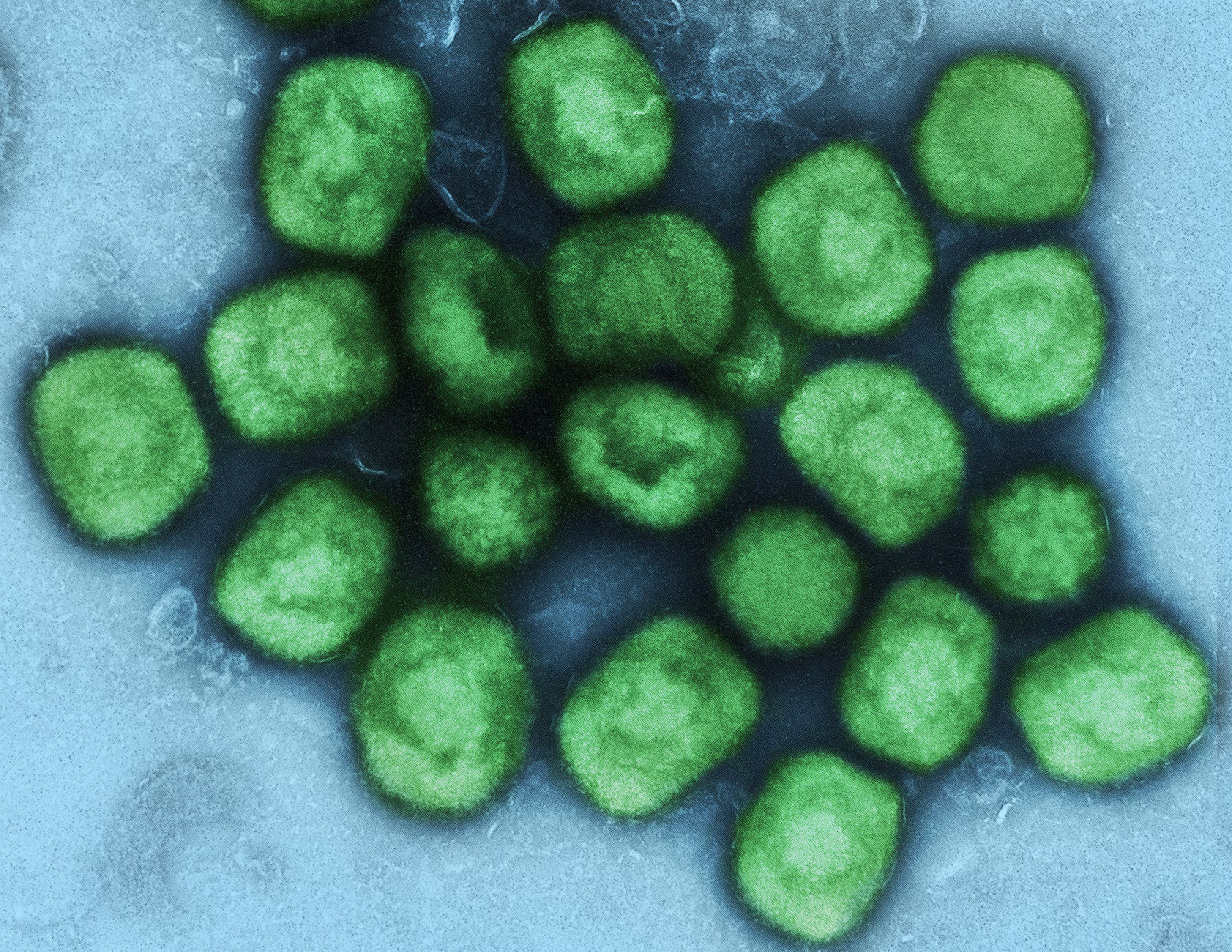
エムポックスウイルス粒子の透過型電子顕微鏡像（着色）

### 複製と生活環
エムポックスウイルスの成熟ビリオンはウイルスタンパク質を介して細胞表面に結合する。ウイルスの宿主細胞膜への進入は中性のpHに依存しており、それ以外の場合には低pH依存性のエンドサイトーシス経路を利用して進入する。エムポックスウイルスの成熟ビリオンにはEntry Fusion Complex（EFC）と呼ばれる複合体が存在し、宿主細胞への接着後の進入を可能にしている。
宿主細胞への進入後、エムポックスウイルスの遺伝子発現は細胞の防御機構を無効化するウイルスタンパク質や酵素因子の放出後に開始される。エムポックスウイルスはオルソポックスウイルスであるため、複製は細胞質の「工場」（'factory'）で行われる。この工場は宿主の粗面小胞体から形成され、ウイルスmRNAの転写と翻訳が行われる。転写は自身の装置を用いて行われるが、翻訳には宿主のリボソームが利用される。工場ではDNAの複製、遺伝子発現、成熟ビリオンの形成も行われる。
工場ではビリオンの構造タンパク質とともに工場の小胞体膜を解体するタンパク質も合成され、小胞体膜の解体によって新たなビリオンのゲノムを内包する2つの小さな脂質二重層が生じる。DNAコンカテマーはウイルスゲノムへとプロセシングされ、新たな感染サイクルに必要なすべての酵素、因子、遺伝情報を含む新生ビリオンへと組み立てられる。成熟ビリオンは感染性を有するが、工場からゴルジ/エンドソーム区画へ輸送されるまで細胞内にとどまる。ウイルスの輸送、膜による包み込み、細胞外ウイルス（EV）の形成には、GARP複合体を形成するVPS52やVPS54が必要である。EVの形成はウイルスの細胞間拡散や長距離の拡散に必要である。

## 伝播

### 動物-ヒト感染
動物由来の感染は、感染した動物（生死にかかわらず）の血液、体液、創傷部位、粘膜病変との直接接触によって生じる。エムポックスウイルスはアフリカに起源を持つと考えられており、アフリカではリス、サバンナアフリカオニネズミ、ヤマネ、サルなど複数の動物でウイルスの観察の証拠が得られている。ウイルスの自然界での保有宿主は明確には示されていないが、最も可能性が高い宿主は齧歯類であると考えられている。適切な調理をされていない感染動物の肉やその他の製品の消費は感染拡大の危険因子となる可能性がある。

### ヒト-ヒト感染
エムポックスの人為的拡大は、感染者の気道分泌物や皮膚病変もしくは汚染表面への濃厚接触が原因とされる。汚染飛沫への曝露によってウイルスが伝播するためには、長期間の対面接触が必要である。妊婦は胎盤を介して胎児へウイルスが拡散する場合がある。アメリカ合衆国では、男性のウイルスへの感染は性交による感染に大きく偏っている。エムポックスの実効再生産数はアメリカ合衆国で最も高いことが判明しており、1.55（95% CrI: 1.42, 1.73）と推計されている。このことは1人の感染者が平均1.55人に感染を広げることを意味している。

一般的な潜伏期間は6–13日であるが、5日から21日の範囲でいつでも発症する可能性がある。前駆症状としては、リンパ節の腫れ、筋肉痛、頭痛、発熱などが発疹の出現前にみられることがある。

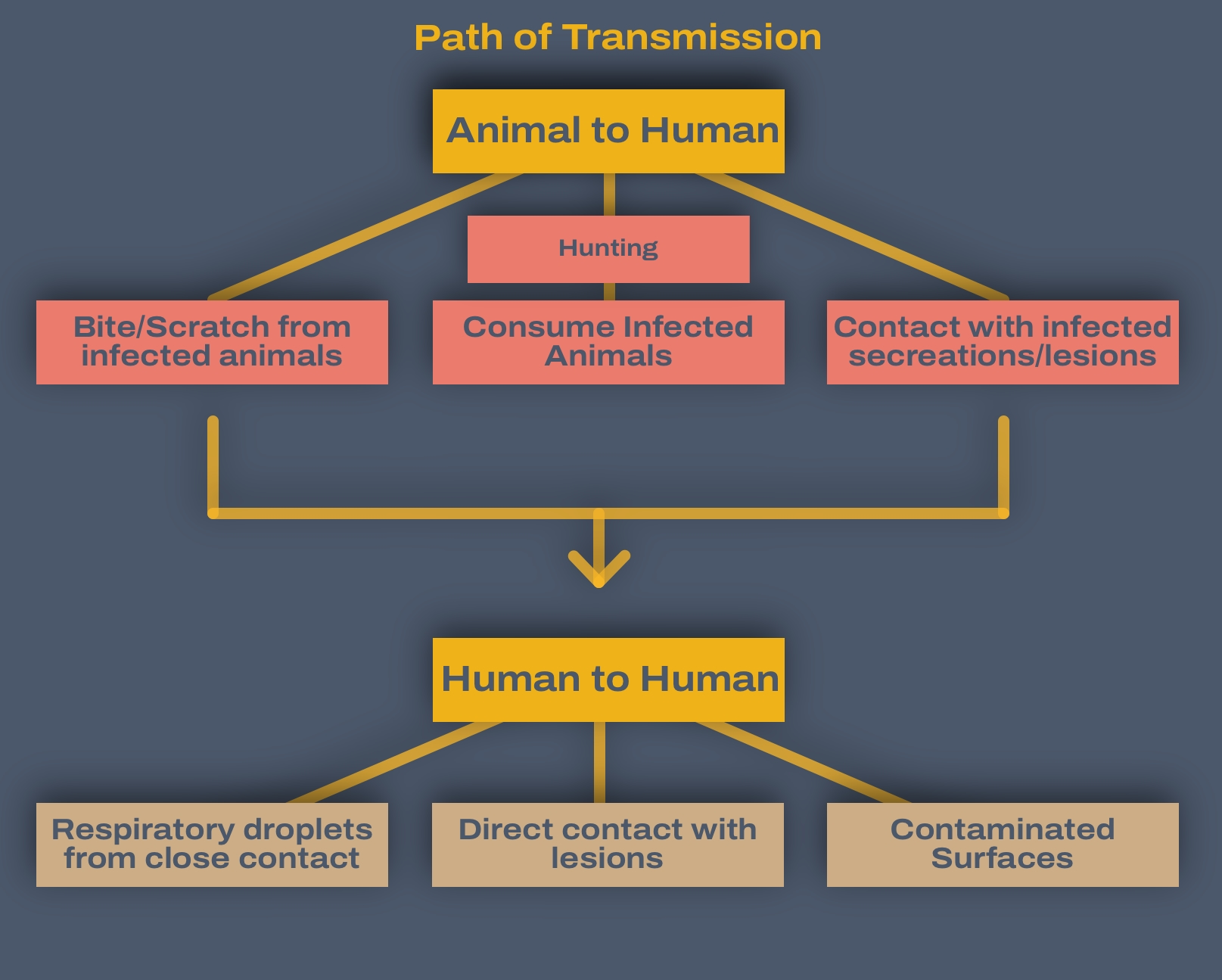
このウイルスの伝播スキーム（英語）

## 免疫系との相互作用
ポックスウイルスは、宿主の自然免疫系や獲得免疫系を回避する機構を備えている。ウイルスが感染した場合、ヒト線維芽細胞は細胞変性効果を示すことが観察されているが、宿主細胞の遺伝子発現には変化がみられず、ヒト線維芽細胞によって産生されるインターフェロンはウイルスの複製を低下させるには不十分である。エムポックスウイルスの遺伝子BR-209はインターロイキン-1β（IL-1β）の受容体との相互作用を妨げる阻害因子をコードしている。病原性因子であるMOPICEと呼ばれるウイルスの補体制御因子は、ウイルスの中和、オプソニン化、ウイルス粒子の溶解、食作用の回避を可能にする。
エムポックスウイルスはアポトーシス経路を標的として感染細胞のアポトーシスを防ぐことができるが、その機構は現在研究中である。さらに、エムポックスウイルスはOMCPと呼ばれるMHCクラスI分子に類似したタンパク質を産生し、NKG2Dに結合することでT細胞やNK細胞を介した細胞傷害を回避する。ウイルスは細胞傷害活性を防ぐその他のタンパク質も産生する。エムポックスウイルスは非常に大きいために宿主の免疫系の回避は重要であり、CD4+CD8+T細胞の抗ウイルス応答を回避するためのMHC依存的な戦略をとっている。

## 変異株とクレード
ウイルスは、クレードI、IIという2つの主要な系統群に分類される。WHOは各クレードをローマ数字で、各サブグレードを小文字のラテン文字で表記する記法を採用している。
タンパク質レベルでは、クレードIとIIには転写調節配列に有意な差異がみられない170種類のオルソログが存在している。56種類の病原性遺伝子のうち53種類は共通しており、ヌクレオチドの変化のうち121か所がサイレント変異、61か所が保存的な変異、93か所が非保存的な変異である。
両クレードのビルレンスは異なり、クレードIの方がヒト-ヒト感染を起こしやすく、ワクチン非接種者の致死率が高い。クレードIIはヒト間での伝染は起こりにくいと考えられていたが、2022年のエムポックス流行はクレードIIのウイルスによって引き起こされた。

エムポックスウイルスの世界的な拡大
クレードIのエンデミック
クレードIIのエンデミック
双方のクレードの記録あり
2022年クレードIIのアウトブレイク

| 名称       | 名称        | 以前の名称                  | 国                                                                                        | 致死率 |
| ---------- | ----------- | --------------------------- | ----------------------------------------------------------------------------------------- | ------ |
| クレードI  | クレードI   | コンゴ盆地型/中央アフリカ型 | - カメルーン - 中央アフリカ共和国 - コンゴ民主共和国 - ガボン - コンゴ共和国 - 南スーダン | ~10.6% |
| クレードII | クレードIIa | 西アフリカ型                | - ベナン - カメルーン - コートジボワール - リベリア - ナイジェリア - シエラレオネ         | ~3.6%  |
| クレードII | クレードIIb | 西アフリカ型                | 2022年のエムポックス流行を参照                                                            | ~3.6%  |

## 分布
エムポックスウイルスは、霊長類を含むさまざまな動物が保有している。エムポックスウイルスは、1958年にデンマーク・コペンハーゲンのPreben von Magnusによって、実験動物として用いられていたカニクイザルMacaca fascicularisから初めて同定された。2003年のアメリカ合衆国でのエムポックス流行は、ガーナから輸入されたアフリカオニネズミから感染したプレーリードッグが原因とされた。
エムポックスウイルスは霊長類やその他の動物に疾患を引き起こす。このウイルスは中央アフリカや西アフリカの熱帯雨林地域に主に存在している。ウイルスは1958年にサルから発見され、1970年にヒトでも発見された。1970年から1986年の間に、ヒトでは400症例以上が報告されている。ヒトからヒトへの二次感染を伴う小規模なアウトブレイクは、中央アフリカや西アフリカの赤道付近で定期的に発生している。主要な感染経路は、感染動物やその体液との接触であると考えられている。アフリカ以外で最初に報告されたアウトブレイクは2003年にイリノイ州、インディアナ州、ウィスコンシン州などアメリカ合衆国中西部で発生したものであり、ニュージャージー州でも1件発生した。2017年にはナイジェリアで大きなアウトブレイクが発生した。そして、2022年のアウトブレイクは世界的に拡大した（2022年のエムポックス流行を参照）。